# 谭维翰
谭维翰（1931年—），男，湖南衡阳人，中国光学专家，中国科学院上海光学精密机械研究所研究员。